# Protopterus
Protopterus – rodzaj dwudysznych ryb prapłaźcokształtnych z rodziny prapłetwcowatych (Protopteridae).

## Występowanie
Zamieszkują bagniste zbiorniki wodne Afryki tropikalnej.

## Cechy charakterystyczne
Charakteryzuje się ciałem wydłużonym, o przekroju owalnym, mierzącym od 40 cm (Protopterus amphibius) do 2 m (Protopterus aethiopicus), pokrytym drobną, głęboko osadzoną łuską cykloidalną. Płetwy wiotkie, nie mają promieni, płetwy parzyste nitkowate. Płuco dwuczęściowe, rozłożone po obu stronach przewodu pokarmowego. Skrzela słabo rozwinięte. W porze suchej prapłetwce (z wyjątkiem prapłetwca czarnego) zakopują się w błocie i przechodzą w stan estywacji, w czasie której dojrzewają komórki rozrodcze prapłetwców. Zapotrzebowanie energetyczne organizmu w tym okresie zaspokajane jest z zapasów tłuszczu i tkanki mięśniowej, powoduje obniżenie masy ciała ryby nawet do 20%. Z nadejściem pory deszczowej ryby budzą się z letniego snu i przystępują do intensywnego żerowania. Zjadają mięczaki i ryby. Po upływie miesiąca przystępują do budowy gniazda i składają ikrę. Samiec odświeża wodę w gnieździe ruchami ciała jednocześnie chroniąc je przed intruzami.

## Klasyfikacja
Współcześnie żyjące gatunki zaliczane do tego rodzaju:
- Protopterus aethiopicus – prapłetwiec abisyński[3], prapłetwiec wielki[4]
- Protopterus amphibius – prapłetwiec mały[4]
- Protopterus annectens – prapłetwiec[5], skrzelec[5], prapłetwiec brunatny[4]
- Protopterus dolloi – prapłetwiec afrykański[3], prapłetwiec czarny[4]

Gatunkiem typowym jest Lepidosiren annectens (=P. annectens).

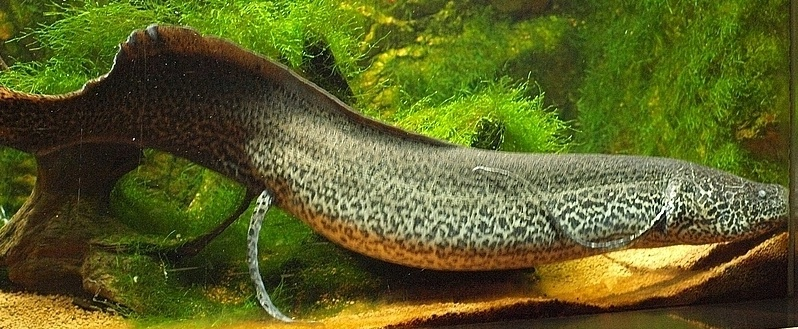
Protopterus aethiopicus